# Pumpėnai
Pumpėnai ist ein Städtchen (miestelis) in der Rajongemeinde Pasvalys im nördlichen Litauen mit 855 Einwohnern (2011).
In der Nähe verläuft die Via Baltica (A 10/E 67).

## Geschichte
Anfänge
Die Entstehung des Ortes ist unbekannt. 
Karmelitenkloster
1675 gründeten Georg und Paul Sawadski ein Karmeliterkloster. Die Kirche und die Gebäude waren aus Holz und brannten 1770 nieder. Sie wurden wieder aufgebaut. 1782 wurde eine Schule eingerichtet, 1803 ein Hospital für alte Menschen. 1820 lebten fünf Mönche im Kloster, das 1832 durch die russischen Behörden geschlossen wurde.
Jüdische Bevölkerung
1766 lebten bereits 583 Juden in Pumpėnai, 1897/98 waren es 1007 von 1471 Einwohnern. Es gab eine Synagoge und einen Friedhof. Seit Ende des 19. Jahrhunderts emigrierten viele nach Amerika oder an andere Orte. Im Ersten Weltkrieg flohen weitere in das Innere Russlands. 1923 lebten wieder 372 jüdische Familien hier, 1941 waren es etwa 60. Diese wurden im Juli 1941 in ein Ghetto gebracht und im August mit anderen jüdischen Einwohnern der Umgebung erschossen.
Nach 1945
2013 erhielt Pumpėnai ein Wappen.

## Sehenswürdigkeiten und Kultur

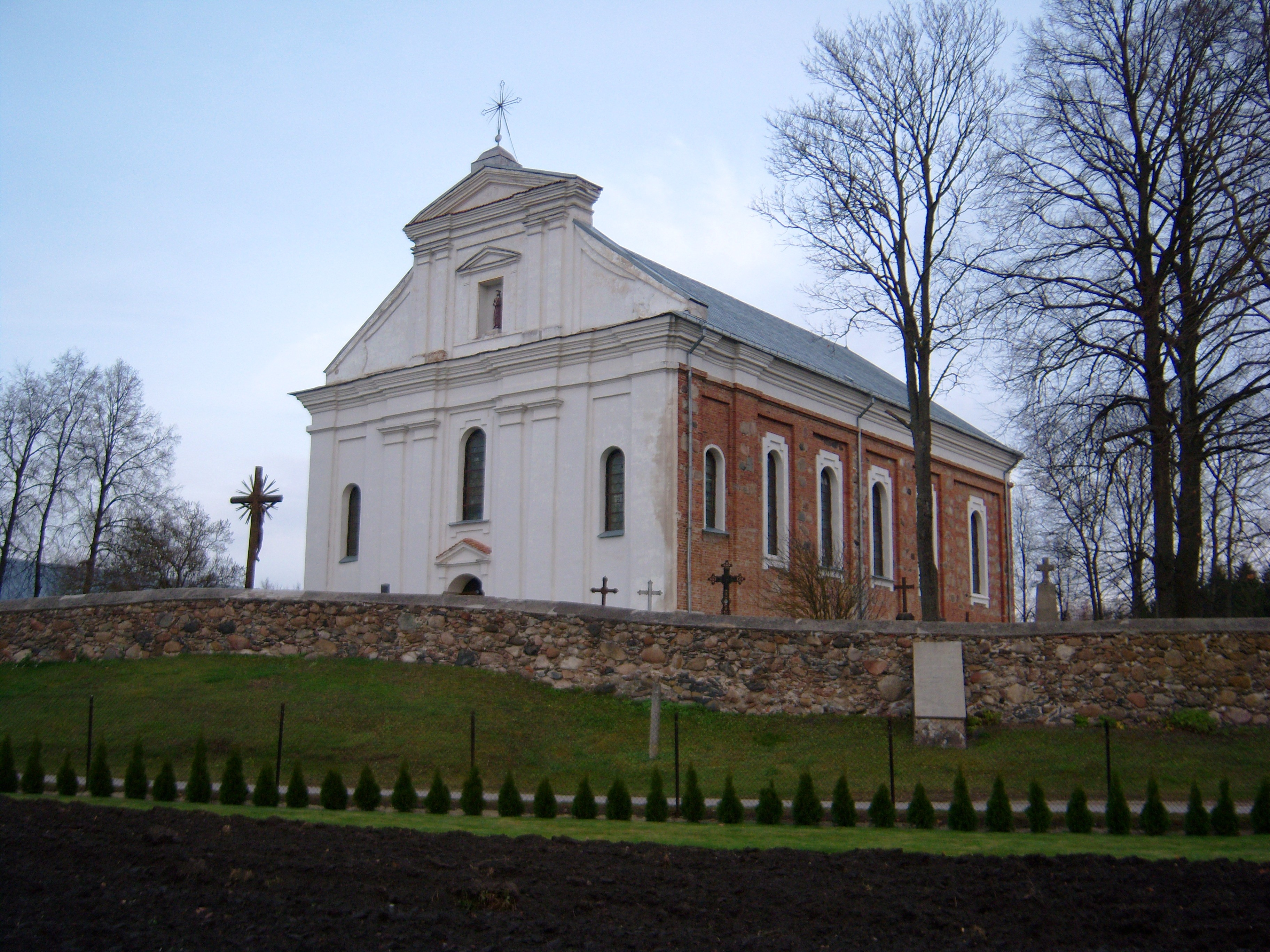
Kirche der Jungfrau Maria in Pumpėnai

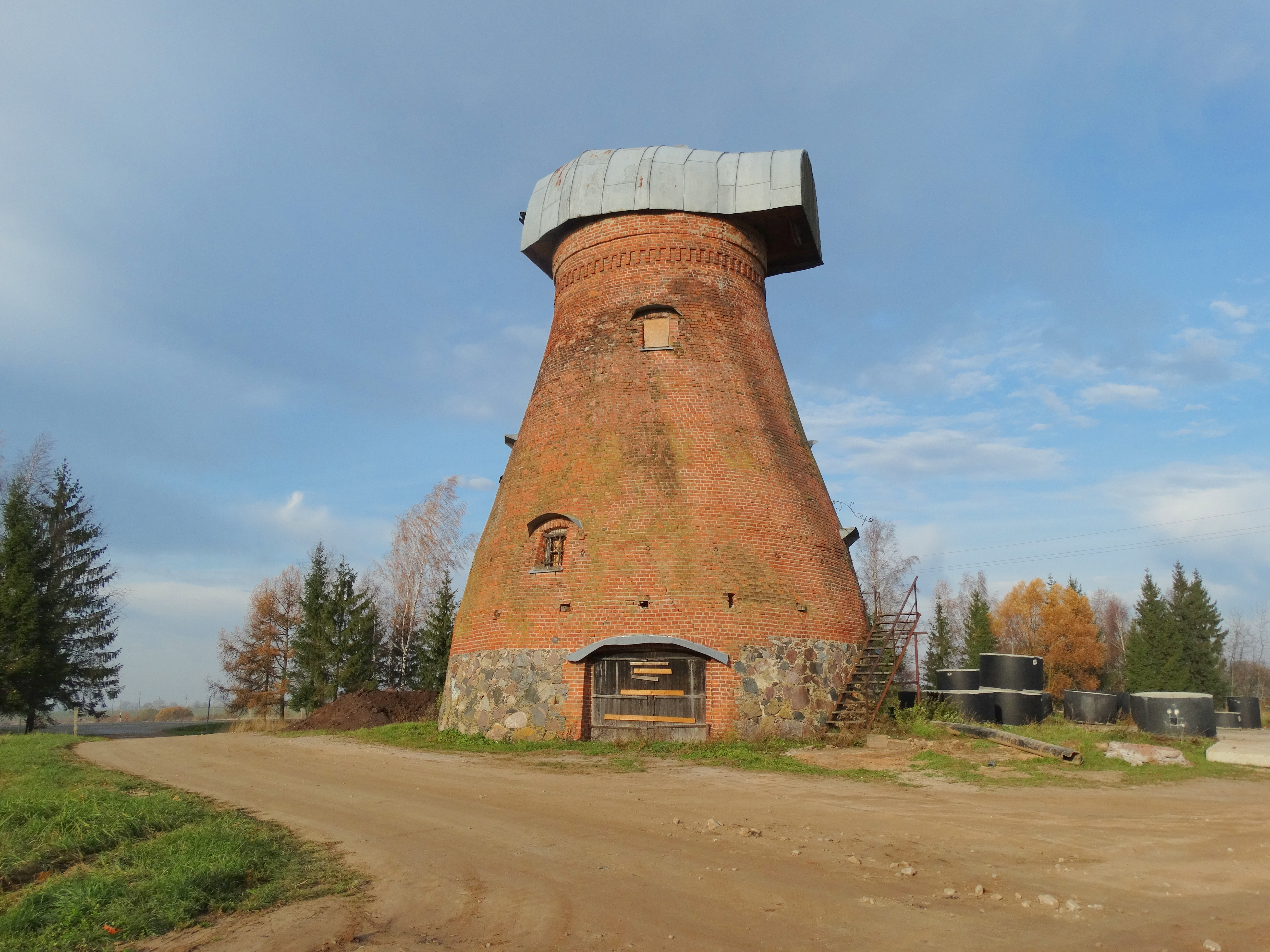
Windmühle

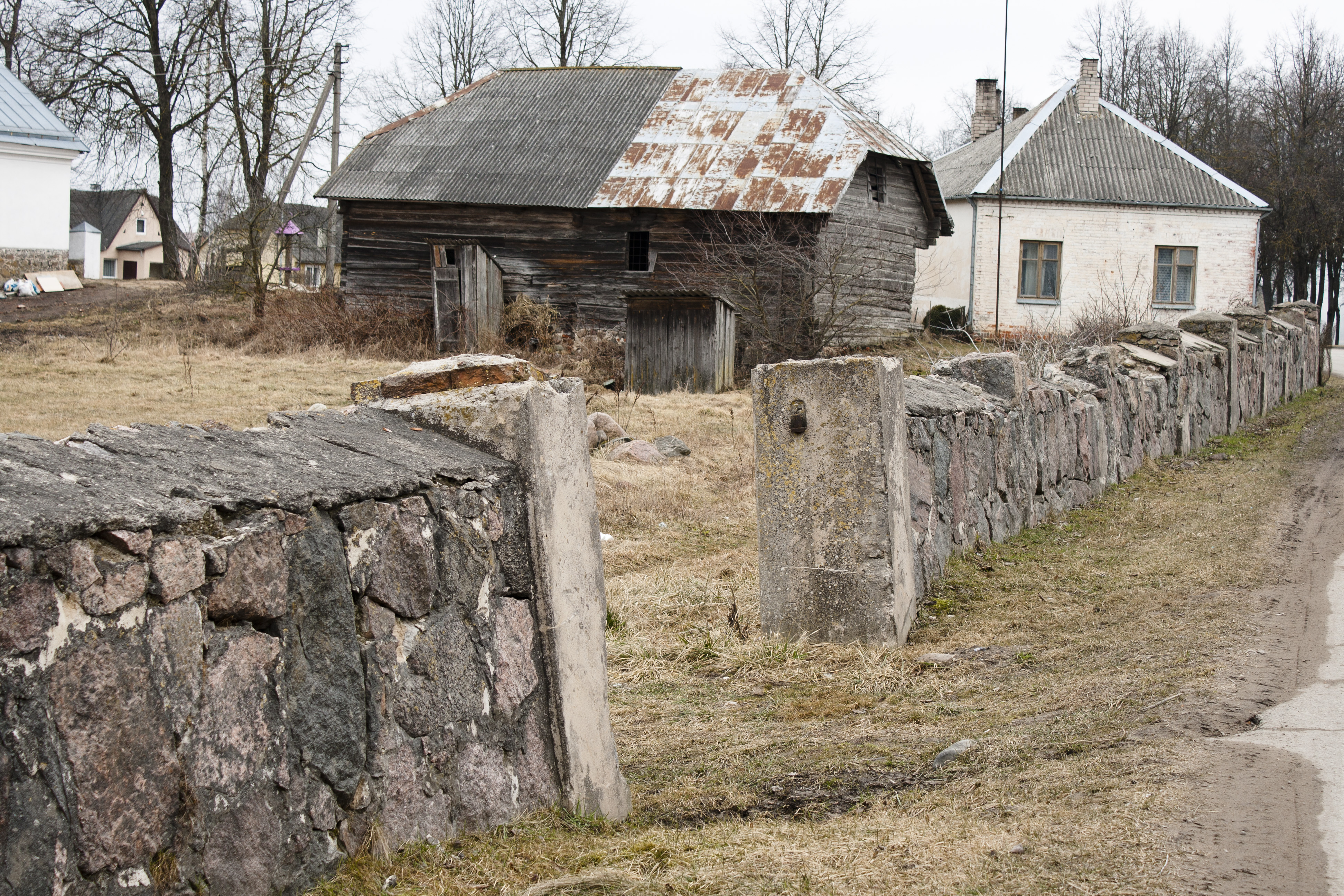
Kirchhofsmauer

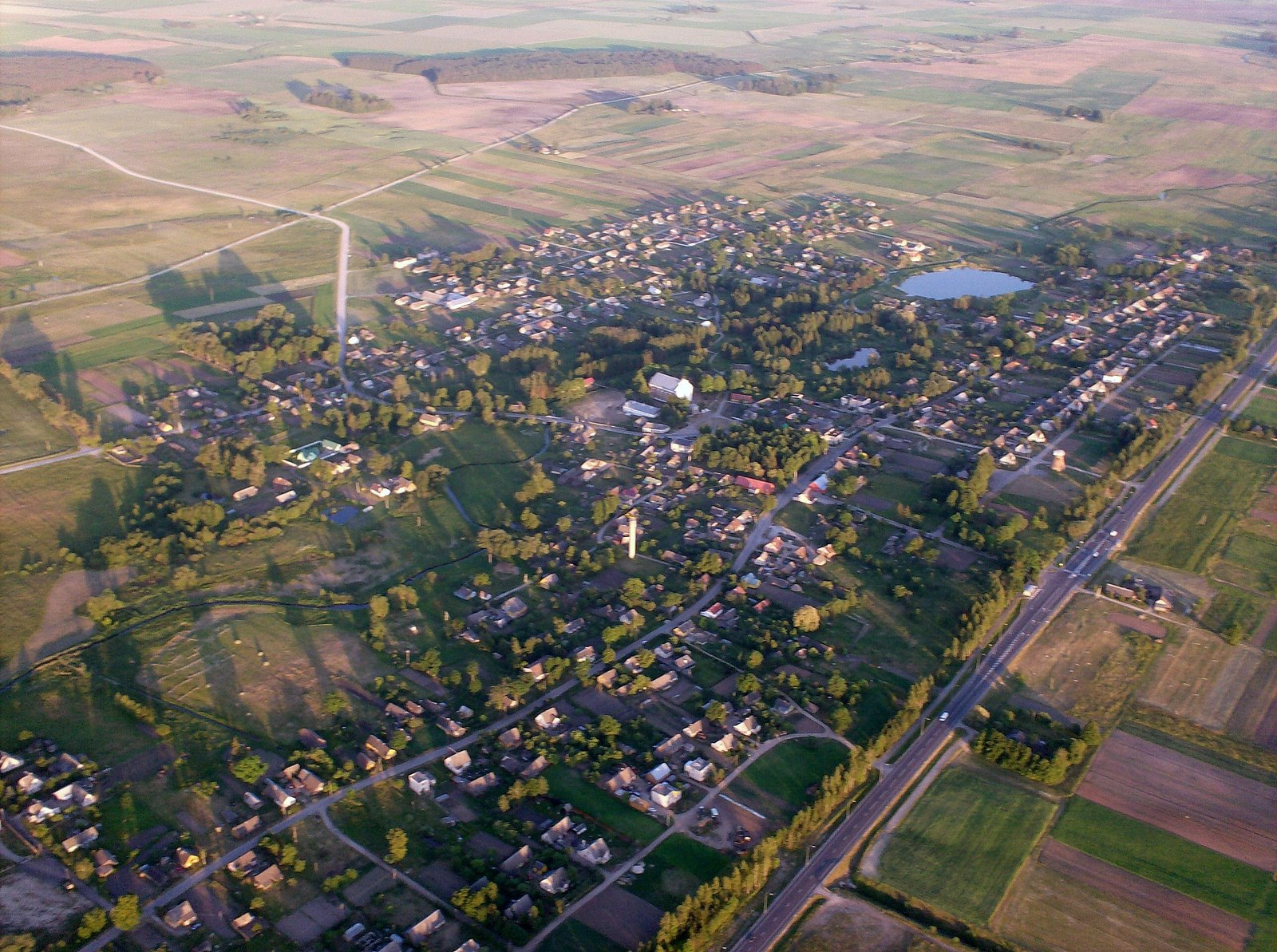
Pumpenai

- Katholische Kirche St. Maria vom Skapulier, 1818 erbaut als Klosterkirche, mit erhaltenem ehemaligen Klostergebäude und separatem Glockenturm von 1830, der eine Glocke mit der Jahreszahl 1638 enthält.[5][6]
- Windmühle, 1924 errichteter Backsteinbau
- Gymnasium